# 西尾孝
西尾 孝（にしお たかし、1916年（大正5年）5月28日 - ）は、日本の英語教育学者・英語教師。元早稲田大学教授。代々木ゼミナール英語科講師などを歴任。
「実戦英語水準表」シリーズ（日本英語教育協会〈旺文社の関連団体〉）に代表される、数多くの大学受験英語参考書などを著した。1970年代から1980年代の受験英語界の代表的人物の一人。『英検教本』なども著した。また永く旺文社の大学受験ラジオ講座の講師をつとめた。
吾妻書房刊の雑誌「イングリッシュ・コンパニオン」責任編集者であった。

## 経歴
- 1940年 早稲田大学文学部英文学科卒業（首席）
  - 大学時代に、勝俣銓吉郎に日本英学史にたいする興味をかきたてられる。卒業当時早稲田大学・英文科科長の谷崎精二のすすめで教師となる。
- 府立八中（後の東京都立小山台高等学校）教諭として勤務
- 1946年 - 早稲田大学講師（英文法）、後に教授
- 学園紛争を機に大学を退職
- 代々木ゼミナール、中央ゼミナールなどに出講

## 著作
1950年代から1960年代に、既に数10点の参考書を刊行。
- 『新簡約高等英文法』（愛育社、1949年）
- 『英作文法の綜合的研究』（丹羽書店、1953年）
- 『現代英語構造論』（語学出版社、1951年）
- 『和文英訳の完全対策』（学燈社、1956年）
- 『英文和訳の盲点征服』（旺文社、1960年）
- 『応用自由自在の英文法』（日本英語教育協会、1963年）
- 『基本英文法』（南雲堂、1965年、共編）
- 『新英文法要説』（早稲田大学出版部、1964年）
- 『英文法の構造と分析』（講談社、1964年）

- 『英語徹底的研究シリーズ』（吾妻書房、1954年〜1972年）

1. 「類別英文法問題の徹底的研究」（後に「類別英文法問題」と改題。以下同様）
2. 「英語現代文の徹底的研究」
3. 「英語発音問題の徹底的研究」
4. 「英語重要構文の徹底的研究」
5. 「和文英訳の基本文型」
6. 「英語誤文訂正の徹底的研究」
7. 「英文書き換え問題」
8. 「復文式和文英訳の徹底的研究」
9. 「現代英文法」
10. 「英語総合問題の徹底的研究」
11. 「英文解釈の徹底的研究」
12. 「基本英文法問題の徹底的研究」
13. 「英語重要イディオムの徹底的研究」
14. 「英語完成問題の徹底的研究」
15. 「英語重要類語類句の徹底的研究」
16. 「英語必修熟語の徹底的研究」
17. 「英語の綜合的整理」
18. 「英作文重要語類句の徹底的研究」
19. 「基本英語重要構文の徹底的研究」
20. 「新グループ別必修英単語」
21. 「グループ別入試必修熟語」
22. 「類別英作・文法融合問題」
23. 「応用英文法」
24. 「入試英語盲点百科」（後に「英語盲点390」と改題）
25. 「英語前置詞の徹底的研究」
26. 「類別単語問題の徹底的研究」
27. 「英文法基礎の徹底的研究」
28. 「さくいん式実用英文法の徹底的研究」
29. 「英文解釈基礎の徹底的研究」
30. 「新英語合格・基礎力水準表」

- 『図解英語シリーズ（進学英語シリーズ）』 （研究社出版、1960年）
  - 「図解英文の構成」

- 『日本英学史』（吾妻書房）

カード・システム （吾妻書房）
- 『英文法問題解法ノート（カード・システム 2）』 （1964年）
- 『英語必修熟語整理ノート（カード・システム 4）』 （1964年）
- 『英語発音問題練習ノート（カード・システム 5）』 （1964年）
- 『英語書き換え公式練習ノート（カード・システム 6）』 （1965年）
- 『英文法必修事項整理ノート（カード・システム 7）』 （1966年）

など
西尾の実戦シリーズ （日本英語教育協会）
- 『実戦英語水準表（西尾の実戦シリーズ 1）』 ISBN 4817710047
- 『実戦英文法（西尾の実戦英語シリーズ 2）』 ISBN 4817710039（初版は1967年）
- 『実戦英文解釈（西尾の実戦シリーズ 3）』 ISBN 4817710012（初版は1968年）
- 『実戦英作文（西尾の実戦シリーズ 4）』 ISBN 4817710063（初版は「実戦和文英訳」）
- 『実戦英単語（西尾の実戦英語シリーズ 5）』 ISBN 4817710136
- 『実戦英熟語（西尾の実戦シリーズ 6）』 ISBN 4817710020
- 『実戦英語発音問題（西尾の実戦シリーズ 7）』 ISBN 481771011X
- 『実戦英語書き換え問題（西尾の実戦シリーズ 8）』 ISBN 4817710128
- 『実戦英語正誤問題（西尾の実戦シリーズ 9）』 ISBN 4817710152
- 『実戦英語完成問題（西尾の実戦英語シリーズ 10）』 ISBN 4817710144
- 『実戦英語水準表活用公式448（西尾の実戦英語水準表 別冊）』 ISBN 4817710004

西尾の実戦問題集シリーズ （日本英語教育協会）
- 『実戦英語水準問題集（西尾の実戦問題集シリーズ 1）』 ISBN 4817710519
- 『実戦英文法問題集（西尾の実戦問題集シリーズ 2）』 ISBN 4817710527
- 『実戦英文解釈問題集（西尾の実戦問題集シリーズ 3）』 ISBN 4817710535
- 『実戦英作文問題集（西尾の実戦問題集シリーズ 4）』 ISBN 4817710543
- 『実戦英語総合問題集（西尾の実戦問題集シリーズ 5）』 ISBN 4817710551
- 『実戦英語多量速解問題集（西尾の実戦問題集シリーズ 6）』 ISBN 481771056X
- 『実戦英単語イディオム問題集（西尾の実戦問題集シリーズ 7）』 ISBN 4817710691

西尾の基礎シリーズ （日本英語教育協会）
- 『基礎英語水準表（西尾の基礎シリーズ 1）』 ISBN 4817720913
- 『基礎英文法（西尾の基礎シリーズ 2）』 ISBN 4817720921
- 『基礎英文解釈（西尾の基礎シリーズ 3）』 ISBN 481772093X
- 『基礎英作文（西尾の基礎シリーズ 4）』 ISBN 4817720948
- 『基礎英単語（西尾の基礎シリーズ 5）』 ISBN 4817720956
- 『基礎英語イディオム（西尾の基礎シリーズ 6）』 ISBN 4817720964
- 『基礎英語書き換えルール（西尾の基礎シリーズ 7）』 ISBN 4817720972

西尾の基礎問題集シリーズ （日本英語教育協会）
- 『基礎英語水準問題集（西尾の基礎問題集シリーズ 1）』 ISBN 4817721022
- 『基礎英文法問題集（西尾の基礎問題集シリーズ 2）』 ISBN 4817721049
- 『基礎英文解釈問題集（西尾の基礎問題集シリーズ 3）』 ISBN 4817721065
- 『基礎英作文問題集（西尾の基礎問題集シリーズ 4）』 ISBN 4817721081
- 『基礎英単熟語問題集（西尾の基礎問題集シリーズ 5）』 ISBN 4817721103

西尾の「私大英語突破シリーズ」 （旺文社）
- 『イディオムスペシャル 1518（西尾の「私大英語突破シリーズ」1）』（1983年 ISBN 481772045X
- 『英単語スペシャル 2351（西尾の「私大英語突破シリーズ」2）』（1983年） ISBN 4817720441
- 『英文法スペシャル 117（西尾の「私大英語突破シリーズ」3）』（1983年） ISBN 4817720417
- 『英作文スペシャル 103（西尾の「私大英語突破シリーズ」4）』（1983年） ISBN 4817720425
- 『英文解釈スペシャル 572（西尾の「私大英語突破シリーズ」5）』（1983年） ISBN 4817720433
- 『入試英語直前整理スペシャル 606（西尾の「私大英語突破シリーズ」6）』（1983年） ISBN 4817720468

西尾の予備校英語シリーズ （旺文社）
- 『予備校で教える 英語受験対策法（西尾の予備校英語シリーズ 1）』（1984年） ISBN 4817710470
- 『予備校で教える 英文法（西尾の予備校英語シリーズ 2）』（1984年） ISBN 4817710489
- 『予備校で教える 英語イディオム（西尾の予備校英語シリーズ 3）』（1984年） ISBN 4817710497
- 『予備校で教える 英語構文（西尾の予備校英語シリーズ 4)』（1984年） ISBN 4817710500
- 『英単語（西尾の予備校英語シリーズ 5）』（1985年） ISBN 4817710578
- 『英語マークシート問題（西尾の予備校英語シリーズ 6）』（1984年） ISBN 4817710586
- 『英語整序問題（西尾の予備校英語シリーズ 7）』（1985年） ISBN 4817710594
- 『英語正誤問題（西尾の予備校英語シリーズ 8）』（1985年） ISBN 4817710608

大学入試 M2 シリーズ （旺文社）
- 『M2 英文法 1（大学入試 M2 シリーズ 1）』（1984年） ISBN 4817720352
- 『M2 英文法 2（大学入試 M2 シリーズ 2）』（1984年） ISBN 4817720360
- 『M2 英文解釈（大学入試 M2 シリーズ 3）』（1984年） ISBN 4817720379
- 『M2 英作文（大学入試 M2 シリーズ 4）』（1984年） ISBN 4817720387
- 『M2 英単語（大学入試 M2 シリーズ 5）』（1984年） ISBN 4817720395
- 『M2 英語イディオム（大学入試 M2 シリーズ 6）』（1984年） ISBN 4817720409

ニュートレンド （旺文社）
- 『実戦英語合格力水準（ニュートレンド 1）』 ISBN 4817711116
- 『実戦英単語合格力水準（ニュートレンド 2）』（1989年 ISBN 4817711124
- 『実戦英語イディオム合格力水準（ニュートレンド 3）』 ISBN 4817711132
- 『実戦英文法（ニュートレンド 4）』 ISBN 4817711140
- 『実戦英語書き換えルール（ニュートレンド 5）』 ISBN 4817711159

ニュー・トレンド実戦シリーズ （日本英語教育協会）
- 『実戦英語総合問題集』（1991年） ISBN 4817711175
- 『実戦英語長文問題解法』 ISBN 4817711167

その他 （日本英語教育協会/旺文社）
- 『西尾式分類大学入試英単語キーワード』（1984年） ISBN 4817720476
- 『西尾式分類大学入試英熟語キーワード』（1984年） ISBN 4817720484
- 『実戦英単語活用事典』 ISBN 4817718021
- 『実戦英文法活用事典』 ISBN 4817718013
- 『大学入試英語なんでも辞・事典』（1983年） ISBN 4817710209
- 『英文法ゼミ（大学入試 3 GRADE SERIES 1）』（1986年） ISBN 481771073X

西尾の新英単熟語ゼミ・シリーズ （代々木ライブラリー）
- 『形容詞・副詞とその語法（西尾の新英単熟語ゼミ・シリーズ 4）』（1981年） ISBN 4896800249
- 『機能語とその語法（西尾の新英単熟語ゼミ・シリーズ）』（1981年） ISBN 4896800230
- 『合成動詞とその語法（西尾の新英単熟語ゼミ・シリーズ）』（1982年） ISBN 4896800265
- 『動詞とその語法（西尾の新英単熟語ゼミ・シリーズ）』（1981年） ISBN 4896800257
- 『英文解釈と単熟語（西尾の新英単熟語ゼミ・シリーズ )』（1982年） ISBN 4896800273
- 『英作文と単熟語（西尾の新英単熟語ゼミ・シリーズ 8）』（1981年） ISBN 4896800281

など
実戦英語水準表ゼミ・シリーズ （代々木ライブラリー）
- 『実戦英語の直前整理（実戦英語水準表ゼミ・シリーズ 0）』 ISBN 4896800397 1982年
- 『基本文型とその応用（実戦英語水準表ゼミ・シリーズ 1）』
- 『文法必修事項とその応用（実戦英語水準表ゼミ・シリーズ 2）』
- 『相関語句とその応用（実戦英語水準表ゼミ・シリーズ 3）』
- 『必修単熟語の整理（実戦英語水準表ゼミ・シリーズ 4）』 ISBN 4896800176
- 『日英対照イディオム1000（実戦英語水準表ゼミ・シリーズ 5）』 ISBN 4896800184
- 『マーク・シート標準問題500選（実戦英語水準表ゼミ・シリーズ 6）』 ISBN 4896800192
- 『続マーク・シート標準問題550選（実戦英語水準表ゼミ・シリーズ 7）』（1982年 ISBN 4896800486

その他 （代々木ライブラリー）
- 『実戦英語作戦要務令』

西尾式・速修分類法 （ライオン社）
- 『重要英単語 2715』 ISBN 4844020013
- 『英語イディオム 1696』 ISBN 4844020021

その他 （ライオン社）
- 『スクラム英文法 ― 200の暗記例文で理解する』（ライオン社、1985年）ISBN 4844020218
- 『スクラム英文解釈』（ライオン社、1986年） ISBN 4844020226

学習法
- 『西尾式・英語合格術: 大学入試に受かるための勉強法！』 （朝日出版社、1983年）

笑解大学受験漫画
- 『西尾の誤文訂正 99のワナ』 （朝日出版社） ISBN 4255820252

高校受験用
- 『高校入試 英語合格水準表』 （旺文社、1980年）